# Crossdressing
Crossdressing (cross-dressing) er et begreb, der dækker over det at bære tøj og andre ting, der normalt associeres med det modsatte køn i et givent samfund. Crossdressing forekommer både som forklædning, personlige præferencer og i fiktion både i nutiden og op gennem historien. Det har dog ikke nødvendigvis noget at gøre med seksuel identitet eller lignende.
Historisk set har næsten alle samfund haft bestemte måder at skelne mellem mænd og kvinder i form af stil, farve eller type af tøj, de forventedes at have på. Tilsvarende har de fleste samfund haft et sæt af sociale normer, synspunkter, retningslinjer eller endda lovgivning, der definerer hvad slags tøj, der passer til hvert køn. Alt efter tid og sammenhæng er personer, der har været klædt i det modsatte køns tøj, blevet mødt med alt fra forståelse og accept over underen og latter til fordømmelse og retssager.
Som begreb dækker crossdressing over en handlemåde eller en opførsel uden at lægge nogen bestemt årsag til grund for det. Nogle folk forbinder automatisk crossdressing med transvestisme, fetichisme, homoseksualitet eller andre seksuelle tilbøjeligheder, men begrebet selv indikerer ingen af disse motiver.

## Historie
Crossdressing er forekommet i det meste af den kendte historie og i mange samfund. Allerede i både den græske, den nordiske og hinduistiske mytologi kendes en række eksempler, hvor både guder og helte har crossdresset. En del historiske personer vides at have crossdresset i varierende grad og af mange forskellige årsager. Crossdressing har også en rig historie i folklore, litteratur, teater og musik.
I den græske mytologi fortæller flere legender om, hvordan nereiden Thetis skjulte sin søn Achilleus forklædt som kvinde hos kong Lykomedes af Skíros, for at han ikke som profeteret skulle falde i den trojanske krig. Han blev imidlertid afsløret, da Odysseus kom med gaver i form af smykker, musikinstrumenter og våben og siden fingerede et angreb, som Achilleus reagerede på ved at tage våben i hånd.
I den nordiske mytologi fortæller gudesagnet Trymskvadet om, hvordan jætten Trym stjal tordenguden Thors hammer Mjølner og krævede kærlighedsgudinden Freja som brud for at udlevere den. Freja ville imidlertid ikke være med, hvorfor det endte med, at Thor selv blev forklædt som Freja i brudedragt, mens Loke fulgte med som terne. Brylluppet fik dog en brat afslutning, da Trym ville give hammeren som gave til "Freja", med det resultat at Thor prompte rev forklædningen af og brugte hammeren til at dræbe både Trym og hele hans familie.
I Bibelen hedder det i Femte mosebog blandt mange andre sociale og religiøse bud og forbud i kapitel 22, vers 5: "Kvinder må ikke bære mandsdragt, og mænd må ikke gå i kvindeklæder. Herren din Gud afskyr enhver, som gør den slags." Anvendeligheden af det citat blev dog lejlighedsvis draget i tvivl allerede i middelalderen og bliver det stadig.
I middelalderen blev det anset for tabu i vestlige samfund, at kvinder bar tøj traditionelt associeret med mænd undtagen under særlige omstændigheder så som af nødvendighed (jf. Thomas Aquinas's retningslinjer i Summa Theologiae II), eller i sager med "hellige transvestitter" (kvindelige helgener der crossdressede), som der var mange af. Retningslinjerne for det acceptable syntes især at fokusere på det at kunne gå for det andet køn, mens tabuet fokuserede stærkt på blandingen af kønnene.
De forskellige myter og retningslinjer havde baggrund i virkeligheden, for allerede før Kristi fødsel kan crossdressing dokumenteres. Et kendt eksempel stammer fra 62 f.Kr., hvor Julius Cæsars hustru Pompeia afholdt en ceremoni og fest for frugtbarhedsgudinden Bona Dea, hvor reglerne bød at kun kvinder måtte være til stede. Politikeren Publius Clodius Pulcher sneg sig imidlertid ind forklædt som kvinde, angiveligt opsat på at forføre Pompeia, men blev opdaget. Sagen udløste en stor skandale og en retssag, hvor Clodius blev anklaget for at vanhellige ceremonien. Retssagen var i sig selv en skandale, hvor anklagen fra politikeren Lucullus reelt var for at ødelægge Clodius' karriere, mens bestikkelse fra Marcus Licinius Crassus til gengæld sørgede for, at han blev frikendt. Sagen gav dog taleren Marcus Tullius Cicero, der var blevet involveret i retssagen, ammunition i årevis.
Springer vi frem til 1400-tallet, finder vi et andet kendt eksempel på i hvert fald delvis crossdressing. Den franske kvinde Jeanne d'Arc deltog her i Hundredeårskrigen mod englænderne og medvirkede til deres nederlag. Hun blev imidlertid fanget af burgunderne, der overgav hende til deres engelske allierede, der underkastede hende en tvivlsom retssag i 1431. Blandt de punkter der blev taget op var, at hun havde gået i mandetøj, hvilket kunne anses for at være på grænsen til kætteri. Flere kunne dog vidne på, at hun havde gjort det for at undgå at blive voldtaget af vagterne, idet hun havde fæstnet bukser og tunika til hinanden, så bukserne ikke uden videre kunne hives af. Risikoen for voldtægt gjorde da også, at hun var lovligt undskyldt jf. de ovennævnte retningslinjer. Resultatet af retssagen var imidlertid allerede givet på forhånd, og Jeanne d'Arc blev brændt på bålet.
Fra 1600-tallet og frem kendes flere eksempler på kvinder, der crossdressede og tjente som soldater. Et af de tidlige eksempler er Catalina de Erauso, der i en årrække i første halvdel af 1600-tallet var en del af den spanske hær i Sydamerika under navnet Alonso Díaz Ramírez de Guzmán. I en periode skal hun endda have tjent under sin egen bror, angiveligt uden at blive genkendt. Et århundrede senere var den svenske kvinde Ulrika Eleonora Stålhammar som korporal med i Den Store Nordiske Krig og giftede sig endda undervejs med en anden kvinde. Først fire år efter krigens afslutning, og mens Ulrika stadig var en del af den svenske hær, blev det opdaget af hendes søster. Ved en senere retssag blev hun anklaget for brud på Guds orden, men både hun og hendes hustru slap med mindre fængselsstraffe. Den engelske journalist Dorothy Lawrence, der ville rapportere fra fronten under Første Verdenskrig, havde derimod ikke det, der skulle til for at være soldat. Med hjælp fra flere soldater fik hun ganske vist forklædt sig som en, men ti dage få hundrede meter bag fronten sled så meget på nerverne, at hun endte med at gå til bekendelse. Hun slap dog for egentlig straf, for at historien ikke skulle slippe ud.
I den mere fredelige afdeling har flere kunstnere gjort brug af crossdressing. Som eksempel kan nævnes Rrose Sélavy, et pseudonym for den franske billedhugger Marcel Duchamp. Dette alter-ego opstod i en række fotografier, som Man Ray tog af Marcel Duchamp klædt som kvinde i 1921. Efterfølgende krediterede Marcel Duchamp flere værker til Rrose Sélavy, mens den surrealistiske poet Robert Desnos gjorde brug af navnet i en række aforismer, ordspil og bakken snagvendt.

## Varianter
Der findes mange forskellige former for crossdressing og tilsvarende mange forskellige årsager til, at en person bliver involveret i det. Nogle personer crossdresser, fordi de synes det andet køns tøj er mere komfortabelt, eller de bedre kan lide stilen. I dette tilfælde er det måske ikke altid åbenlyst for andre, for eksempel hvis de to køns tøj i forvejen minder om hinanden. Andre gør det måske åbenlyst for at chokere andre eller udfordre de sociale normer.
Forklædning er en anden mulighed, hvor piger og kvinder har søgt at gå for at være drenge og mænd, mens drenge og mænd har gjort det omvendte. Forklædning som det modsatte køn er blevet brug som del af plottet i en række historier og er et tilbagevendende element i litteratur, teater og film. Det er et almindeligt plot i fortællende ballader. Historisk set har nogle kvinder crossdresset for at kunne deltage i aktiviteter, der var domineret af eller kun var for mænd så som militærtjeneste. Modsat er der også mænd, der har crossdresset for at undslippe militærtjeneste, eller som forklædning for at deltage i politiske og sociale protester som i Rebecca Riots.
Teatertrupper, der kun består af mænd hhv. kvinder, har ofte medlemmer, der crossdresser for roller skrevet for det modsatte køn. Crossdressing, især i form af mænd i kjoler, bruges ofte som komisk indslag på scener og tv.
Drag queens og drag kings er personer, der har specialiseret i særlig form for optræden baseret på crossdressing. En drag queen er således typisk en åbenlys mandlig person, der optræder som en overdreven feminin person iført et kostume, der kan bestå af en iøjnefaldende kjole, højhælede sko, åbenlys makeup og paryk. En drag queen kan imitere kendte kvindelige film- eller popstjerner. En faux queen er en person med kvindelig kropsbygning, der benytter de samme teknikker. En drag king er modstykket til drag queen men typisk for et ganske andet publikum. Her kan en åbenlys kvindelig person skabe sig en mandlig personlighed eller imitere en mandlig film- eller popstjerne.
Crossdressing kan også forekomme som et fetich, hvor en typisk heteroseksuel mand gør det som en del af en seksuel fetich.
I nogle tilfælde vil det ene eller begge medlemmer af et heteroseksuelt par crossdresse for at optænde den anden. For eksempel kan manden bærer nederdel eller lingeri, mens kvinden kan have boxer-shorts eller andet mandetøj på.
I den mindre synlige afdeling bruger mandlige drossdressere begrebet underdressing for det at bære kvindeundertøj under det mandlige tøj. Den kendte lavbudgets filmproducent Edward D. Wood jr. hævdede, at han ofte havde kvindetøj på under sin militæruniform under anden verdenskrig.
Nogle personer der crossdresser er i stand til at give et fuldstændigt indtryk af at tilhører det modsatte køn, herunder manerer, måder at tale på og efterligning af seksuelle karakteristika. Til mænd der på den måde vil gå for at være kvinder findes der forskellige videoer, bøger og magasiner om, hvordan man kan blive bedre til det.
Andre vælger en mellemvej med både feminine og maskuline træk. For eksempel kan en mand være iført kjole, samtidig med at han har skæg. Dette kaldes nogle gange for genderfuck.
I den mere humoristiske afdeling kan cosplay, dvs. udklædning som f.eks. tegneseriefigurer, involvere crossdressing, for eksempel hvis en kvinde vil cosplaye en mandlig figur eller omvendt. Dette kaldes for crossplay. Det kan ske for sjov, hvor personens rigtige køn er åbenlyst, men det kan også gøres, så personen faktisk ligner det køn, vedkommende crossplayer som. For at gøre forvirringen komplet, så er der også en del figurer, der crossdresser i respektive serier, hvilket for eksempel kan føre til, at en pige crossplayer som en mandlig figur, der crosssdresser som pige.
Andre subkulturer omfatter mænd, der klæder sig som små piger eller i gammeldags tøj. Sådanne mænd kan have et ønske om at klæde sig så feminint som muligt i for eksempel kjoler med frynser, kniplinger og sløjfer, brudekjoler komplet med slør såvel som indtil flere underskørter, korsetter, hofteholdere og/eller strømpeholdere med nylonstrømper.

## Praktiske årsager
Forskellige nyttige tiltag kan også have karakter af crossdressing så som:
- Støttestrømper for mænd med dårlig cirkulation i benene.
- BH'er for mænd med gynekomasti (mandebryster).
- Mandlige undervandsdykkere der bærer strømpebukser til kvinder under våddragten for at få lidt ekstra varme, når de dykker i koldt vand.

## Nutidige opfattelser
Opfattelsen af hvad der er crossdressing afhænger i høj grad af de aktuelle og lokale sociale forhold. I vestlige samfund er det for eksempel blevet almindeligt, at kvinder har bukser på, uden at det opfattes som crossdressing. I kulturer, hvor mænd traditionelt har båret skørtelignende tøj som kilt eller sarong, anses de ikke for kvindetøj, og mænd der har dem på betragtes ikke som crossdressere. I takt med at samfundet er blevet mere globalt, har både mænds og kvinder tøj desuden adopteret elementer fra tøj associeret med andre kulturer, hvilket har gjort de traditionelle skillelinier mere slørede.
Der er dog stadig kulturer, der ikke deler vestens mere afslappede syn på kønnenes påklædning. Og selv i vesten ser samfundet stadig med en vis skepsis på mænd, der bærer tøj, der normalt associeres med kvinder. Det sker dog af og til, at for eksempel modedesignere forsøger at gøre det mere acceptabelt for mænd at gå med nederdel til dagligdags brug. Crossdresserne selv klager over, at samfundet tillader kvinder at gå i bukser, mens mænd der vil gå i kvindetøj mødes med fordømmelse.

## Analyser
Den historiske association af mandlighed med magt og kvindelighed med underdanighed og overfladiskhed betyder i nutiden, at en kvinde, der klæder sig i mandetøj, og en mand, der klæder sig i kvindetøj, vækker meget forskellige reaktioner. En kvinde, der klæder sig i mandetøj, anses for mere acceptabel. Ikke mindst feministers forsvar for social forandring har gjort meget for friere fortolkninger af både mænds og kvinders kønsroller, om end de stadig kæmper mod samfundets opfattelser. Til gengæld er det blevet sværere at lave statistikker over kvinder der crossdresser, idet grænsen mellem kvinders crossdressing og almindelig påklædning er blevet uklar. For mænd er den derimod lige så klar, som den altid har været. Det er da også en af mange ting, der påpeges af den tredje bølge af feminister såvel som af nutidens maskuline bevægelse.
Kultur kan være meget dobbeltmoralsk, når det gælder crossdressing. En kvinde, der har sin mands skjorte på i seng, anses for attraktiv, men hvis en mand, har sin kones natkjole på i seng, anses det i bedste fald som en overskridelsen af grænsen for god smag. Tilsvarende blev Marlene Dietrich i smoking anset for meget erotisk, mens Jack Lemmon i kjole blev anset for latterlig. Alt dette kan stamme fra en rigid kønsrolle for mænd. Som følge af den fremherskende dynamik mellem kønnene bliver mænd ofte mødt med diskrimination, hvis de afviger fra de maskuline normer, især hvis de ikke er klart heteroseksuelle. Gør en mand brug af feminint tøj anses det ofte for et trin ned i den kønssociale hakkeorden, men hvis en kvinde gør brug af mandetøj, har det mindre betydning i den vestlige verden, da kvinder traditionelt er blevet set som lavererangerende end mænd, hvilket skift at tøj ikke kunne ændre videre på. Følgen er at hvis en mand crossdresser, bliver han nemt betragtet som en kvasi-kvinde og måske endda som en legemliggørelse af konflikten mellem kønnene. Ifølge Judith Butlers værker manifesterer kønsudtryk sig gennem ritualiserede udtryksformer, men mænds crossdressing bliver heri performativ "nedbrydning" af det maskuline og en "subversiv gentagelse" af det feminine. 
Nogle nutidige psykoanalytikere anser ikke crossdressing for at være et psykologisk problem i sig selv, med mindre det påvirker en persons liv. Som Joseph Merlino skrev i sin egenskab af redaktør af bogen Freud at 150: 21st Century Essays on a Man of Genius: "[antag at]... jeg er crossdresser, og jeg ikke udelukkende vil begrænse det til mine venner, eller dem jeg omgås med selskabeligt - jeg vil også gerne involvere min kone i det, men jeg forstår ikke, hvorfor hun ikke kan acceptere det, og på mit arbejde bliver det heller ikke accepteret. Så bliver crossdressing til et problem, der kommer i konflikt med mine relationer og miljøer."

## Fiktion
Som nævnt under historie-afsnittet har crossdressing en meget lang historie indenfor fiktion. Det vil føre for vidt at gå ind på det hele her, men der kan dog nævnes en del eksempler, hvor figurer crossdresser, eller hvor skuespillere har gjort det som del af roller, det sidste i øvrigt til tider overlappende med det første.
I balladerne, der kendes fra 1400-tallet og frem, er der mange eksempler på kvinder, der forklæder sig som mænd. Nogle gør det for at kunne bevæge sig frit omkring men ofte handler det om jagten på en elsket, hvilket ikke sjældent udløser en graviditet, der besværliggør forklædningen. Mænd der forklæder sig som kvinder er sjældnere og da primært for at undslippe fjender. Det er for eksempel tilfældet i en af de mange historier om Robin Hood, hvor han bytter tøj med en gammel kone for ikke at blive fanget af en biskop.
I eventyrene er crossdressing sjældent, men det hænder dog at en kvinde gør det. For eksempel kan nævnes Grimms eventyr De tolv jægere, der handler om en konge og en jomfru, der egentlig var forlovet, men hvor kongen er presset til at gifte sig med en prinsesse i stedet. Jomfruen og elleve andre kvinder forklæder sig da som jægere og får plads ved hoffet. Efter at de klarer frisag ved et par prøver, opdager kongen imidlertid jomfruen og gifter sig med hende i stedet for prinsessen.
I litteraturen findes flere eksempler op gennem tiden. For eksempel kan nævnes Lord Byrons digt Don Juan (1819-1824), hvor titelpersonen på et tidspunkt bliver købt som slave på vegne af en sultans hustru, og for at undgå opdagelse bliver han pålagt at forklæde sig som kvinde og må overnatte i sultanens harem. Et andet eksempel er Mark Twains roman Huckleberry Finn, hvor titelpersonen på et tidspunkt forklæder sig som kvinde men uden større held. Endelig kan nævnes J. R. R. Tolkiens roman Kongen vender tilbage (1955), hvor kvinden Éowyn forklæder sig som mand under navnet Dernhelm for at deltage i et slag.
Satiretegnere gør også af og til brug af crossdressing. Har to umage politiske partier for eksempel indgået et forlig kan lederne fremstilles som et brudepar uden hensyn til eller måske netop fordi de ofte er af samme køn. Kendte mænd fremstillet som stuepige eller barnepige er der også flere eksempler på.

### På scenen
På scenen gjorde den britiske dramatiker William Shakespeare brug af kvinder der crossdresser i flere af sine stykker, f.eks. Købmanden i Venedig (ca. 1598), Helligtrekongersaften (ca. 1602) og Som man behager (ca. 1600). På hans tid var det imidlertid kun mænd, der havde lov at optræde, med det resultat at flere mandlige skuespillere optrådte som kvinder, der forklædte sig som mænd. Og selv i en af de kendteste stykker, Romeo og Julie (1597), var det antagelig drengen Robert Goffe, der var den første til at spille Julie. Først i 1662 var Mary Saunderson antagelig den første kvinde til at spille rollen professionelt.
På den anden side af Jordkloden i Japan opstod teaterformen kabuki i 1603, hvor teatergrupperne oprindelig udelukkende bestod af kvinder, der spillede både mandlige og kvindelige roller. I 1629 førte kabukis ry og publikums opførsel imidlertid til, at det blev forbudt for kvinder at optræde. Kabuki var dog blevet populært, så der opstod hurtigt teatergrupper kun bestående af mænd, der fortsatte med det og tilsvarende spillede både og kvinder, sidstnævnte omtalt som onnagata. I nutiden er kabuki stadig populært men har dog undergået den forandring, at kvinder nu visse steder også spiller onnagata.
Indenfor opera er der flere eksempler, hvor mandlige roller spilles af kvinder, typisk mezzosopraner men undertiden også sopraner. Årsagen er især, at nogle historier involverer drenge, men at den egentlige optræden kræver en voksens stemmekraft og erfaring, hvilket gør kvinder bedre egnede end rigtige drenge. Klassiske eksempler tæller rollerne som Cherubino i Figaros bryllup, Siebel i Faust og Hänsel i Hänsel und Gretel. I andre tilfælde har det handlet om, at en voksen skulle virke underjordisk som Orfeus i Orfeo ed Euridice eller umandlig som prins Idamante i Idomeneo. Crossdressing som del af historien er til gengæld sjældent men forekommer dog i Ludwig van Beethovens eneste opera, Fidelio, hvor en kvinde forklæder sig som en ung mand for at redde sin mand fra fængsel.
Bliver vi på scenen, finder vi flere eksempler på figurer der crossdresser som i Brandon Thomas komedie Charles Tante fra 1892, hvor en student må udgive sig for at være en vens tante, da den rigtige lader vente på sig. Den blev så stor en succes, at alene førsteudgaven blev opført 1.466 gange over fire år og senere blev filmatiseret flere gange, blandt andet i en dansk udgave fra 1959 og en sovjetisk udgave i 1975. Et nyere eksempel er Richard O'Briens musical The Rocky Horror Show fra 1973, hvor den gale transvestit og videnskabsmand Dr. Frank 'n' Furter har skabt en muskelmand, en historie der blev filmatiseret i 1975 som The Rocky Horror Picture Show. Endnu et eksempel er Hedwig and the Angry Inch fra 1998 om en transkønnet østtysker, der efter et mislykket ægteskab ender som leder af et rockband, en historie der blev filmatiseret i 2001.
Skuespillere, der crossdresser for sjov eller for alvor, er der også en række eksempler på. I slutningen af 1800-tallet gjorde den engelske kvinde Matilda Alice Powles for eksempel karriere som drag king under navnet Vesta Tilley og blev en af den tids bedst betalte. Et århundrede senere hører det til de faste indslag hos den danske komiske kvartet Ørkenens Sønner, at medlemmerne crossdresser i visse sketchs, for eksempel Niels Olsen som junglekvinden Ana Conda eller Henrik Koefoed som Cleopatra. Og indimellem er der stykker, hvor det nærmest er fast praksis, at en bestemt rolle spilles af en skuespiller af det modsatte køn. I Clue The Musical spilles Mrs. White således normalt af en mand, mens det i Peter Pan som regel er en kvinde, der spiller titelrollen.

### Film og tv
På film ses jævnt hen eksempler på figurer, der crossdresser. En af de mere klassiske er Billy Wilders komedie Ingen er fuldkommen fra 1959, hvor Tony Curtis og Jack Lemmon er musikere, der må stikke af fra gangstere og for at få plads i et orkester, der skal ud af byen, må forklæde sig som kvinder. Et andet eksempel er komedien Victor Victoria fra 1982, hvor Julie Andrews skaber forvirring som en kvinde, der gør karriere forklædt som drag queen. 1993 bød på Mrs. Doubtfire, hvor Robin Williams spiller en far, der forklæder sig som barnepige for at være sammen med sine børn. Endelig kan nævnes Big Momma's House fra 2000, hvor Martin Lawrence er en FBI-agent, der må forklæde sig som en ældre tyk kvinde, et koncept der blev genbrugt i yderligere to film. Og ikke at forglemme Dustin Hoffman som i 1982 i Tootsie, hvor han kæmper for en karriere som skuespiller og derfor iklæder sig kvindeklæder.
Gruppen Monty Python er kendt for at bruge crossdressing humoristisk i deres tv-shows og film. Michael Palin og Eric Idle var efter sigende dem, der så mest feminine ud, mens Graham Chapman specialiserede sig i irriterende husmødre, alt imens John Cleese var så ufeminin, at det blev direkte komisk. Crossdressing bliver også ligefrem besunget i sketchen Lumberjack Song, hvor en mand synger om, hvordan han hellere vil være skovhugger men undervejs afslører tilbøjeligheder til crossdressing til korets forvirring og forargelse. Et andet eksempel er filmen Life of Brian fra 1979, hvor flere af medlemmerne blandt mange andre roller spiller kvinder, der forklæder sig som mænd for at deltage i en stening.
Også i tegnefilm finder man crossdressing. Snurre Snup forklæder sig således som kvinde ved flere lejligheder for sjov eller for at narre en modstander, typisk Elmer Fjot. Kendte eksempler er Rabbit of Seville fra 1950, hvor Snurre Snup giver den som fristerinde i Barberen i Sevilla, What's Opera, Doc? fra 1957 med Snurre Snup som valkyrien Brynhild i en stærkt forkortet udgave af Richard Wagners operaer og Rabbit Seasoning fra 1952 hvor han er iført paryk og sweater a la Lana Turner. Andre tegnefilmserier har også benyttet crossdressing, for eksempel som engangs-gag. Mest gennemført finder man det dog i Shezow fra 2012, hvor hovedpersonen er en dreng, der tager en superheltering beregnet for piger på med det resultat, at han serien igennem bliver forvandlet til en crossdressing superhelt komplet med langt hår, nederdel og højhælede støvler.
Ovennævnte eksempler er alle primært humoristiske, men nu og da forekommer der også mere seriøse eksempler. I 1953 kom således Ed Woods kultfilm Glen or Glenda om en transvestit, hvis tilbøjeligheder har alvorlige konsekvenser for hans kærlighedsliv. Problemer var der også i Alain Berliners Ma vie en rose fra 1997, hvor en dreng føler sig som pige, men hvor omgivelsernes intolerance går hårdt udover hans familie.

### Anime og manga
De japanske anime, manga og videospil bruger crossdressing som engangs-gag ligesom deres vestlige kollegaer, men der er også en del eksempler, hvor en figur gør det lejlighedsvist, jævnligt eller konsekvent, eller hvor hele serien er bygget op omkring det. De japanske medier skiller sig desuden ud ved, at historier fra et medie jævnligt omsættes til et eller flere andre. Dette gælder også for en stor del af eksemplerne nedenfor, men for overskuelighedens skyld er kun nævnt de medier, hvor crossdressing forekom første gang.
Crossdressing i mindre omfang men tilbagevendende finder man blandt andet i Yana Tobosos manga Black Butler (2006-), hvor hovedpersonen Ciel Phantomhive på et tidspunkt må gå undercover til et bal forklædt med paryk og lyserød kjole. Dette blev senere taget op igen i to OVA-afsnit bygget over serien, hvor Ciel Phantomhive drømmer, at han er Alice i Eventyrland. Et andet eksempel er Karino Takatsus manga Working!! (2005-2014), hvor hovedpersonen Souta Takanashi må crossdresse under navnet Kotori-chan for at narre en kollegas far og fra tid til andet gør det igen mere eller mindre frivilligt. Endelig kan nævnes animeserien Pokémon (1997-), hvor de uheldige skurke Jesse og James fra Team Rocket jævnligt forklæder sig og ved en række lejligheder med James som kvinde. Jesse har også af og til givet den tilsvarende som mand, mens hovedpersonen Ash Ketchum har gjort det fire gange om end mere af nød end af lyst.
Bifigurer der crossdresser løbende finder man blandt andet i Takashi Ikedas manga Whispered Words (2007-2011), hvor drengen Masaki Akemiya crossdresser i et forsøg på at få opmærksomhed fra den lesbiske hovedperson men utilsigtet ender med at gøre karriere som model. Et andet eksempel er Hiro Fujiwaras manga Maid Sama! (2005-2013), hvor drengen Aoi Hyoudou nyder at crossdresse, og som sådan er et internetidol. I samme serie finder man også den ikke særligt maskuline Shouichirou Yukimura, der bliver tvunget til crossdressing ved flere lejligheder. I Koharu Sakurabas manga Minami-ke (2004-) crossdresser drengen Makoto hemmeligt som Mako-chan for at komme tæt på især den ældste af Minami-søstrene, mens Touma Minami (ikke i familie) er en pige, der åbenlyst klæder og opfører sig som en dreng. Endelig kan nævnes drengen Jun Watarase fra visual novel-spillet Happiness! (2005), der ifølge eget udsagn konsekvent crossdresser, fordi pigernes uniform på hans skole står ham bedre, og fordi det gør ham mere populær blandt de mandlige elever.
Værker hvor crossdressing er et af de grundlæggende elementer er der også flere eksempler på. Et eksempel er visual novel-spillet Otome wa Boku ni Koishiteru (2005), hvor hovedpersonen Mizuho Miyanokouji følger sin bedstefars sidste ønske og forklædt skifter til en pigeskole, hvor han ender med at blive hele skolens idol. En crossdresser på en pigeskole finder man også i Minari Endous manga Maria Holic (2006-2014) i form af den sadistiske Mariya Shidou, der bliver den lesbiske hovedperson Kanako Miyamaes værelseskammerat. Skifter vi over til drengeskolerne finder vi Mikiyo Tsudas manga Princess Princess (2002-2006), hvor de tre hovedpersoner Tooru Kouno, Yuujirou Shihoudani og Mikoto Yutaka må crossdresse ved alle arrangementer for at live op. Skoler hvor drenge og piger er blandet mangler dog heller ikke crossdressere, som det ses i Norio Tsukudanis manga Himegoto (2011-2015), hvor hovedpersonen Hime Arikawa bliver tvunget til at crossdresse af elevrådet, mens hans lillebror og flere andre gør det frivilligt.
Værker hvor crossdressing og beslægtede emner behandles seriøst er få, men et par eksempler kan dog nævnes. I Tomochika Miyanos manga Yubisaki Milk Tea (2003-2010) må hovedpersonen Yoshinori Ikeda springe ind forklædt som pige som model og opdager, at han faktisk nyder at crossdresse under navnet Yuki. De få der ved det ser generelt positivt på det, men i praksis kan det ikke undgå at påvirke hans i forvejen komplicerede kærlighedsliv. Et andet eksempel er Takako Shimuras manga Wandering Son (2003-2013), hvor drengen Shuichi Nitori ønsker at blive pige, mens pigen Yoshino Takatsuki ønsker at blive dreng. Undervejs må de kæmpe mod manglende forståelse men møder også flere andre, der crossdresser i forskelligt omfang og af forskellige årsager.